# 圣阿涅洛
圣阿涅洛（義大利語：Sant'Agnello），是意大利那不勒斯省的一个市镇。总面积4平方公里，人口8998人，人口密度2249.5人/平方公里（2009年）。ISTAT代码为063071。